# Żerkowice (Basse-Silésie)
Pour les articles homonymes, voir Żerkowice.
Żerkowice est une localité polonaise de la gmina et du powiat de Lwówek Śląski en voïvodie de Basse-Silésie.